# 海樸
海樸（1796年—1860年），字镜堂，号銘泉，爱新觉罗氏，满洲镶蓝旗人。
嘉庆二十三年戊寅科举人，道光三年癸未科进士。道光十一年授经历；十二年授理事官；十四年授宗室佐领，十九年授正白旗汉军副都统、驻藏帮办大臣；二十六年授宗人府笔帖式；二十九年革职。咸丰四年授三等侍卫；五年授二等侍卫、巴里坤领队大臣、阿克苏办事大臣；八年镶红旗蒙古副都统。
父惠端，嘉庆七年进士；弟海枚，道光二年举人。